# Sean Kingston

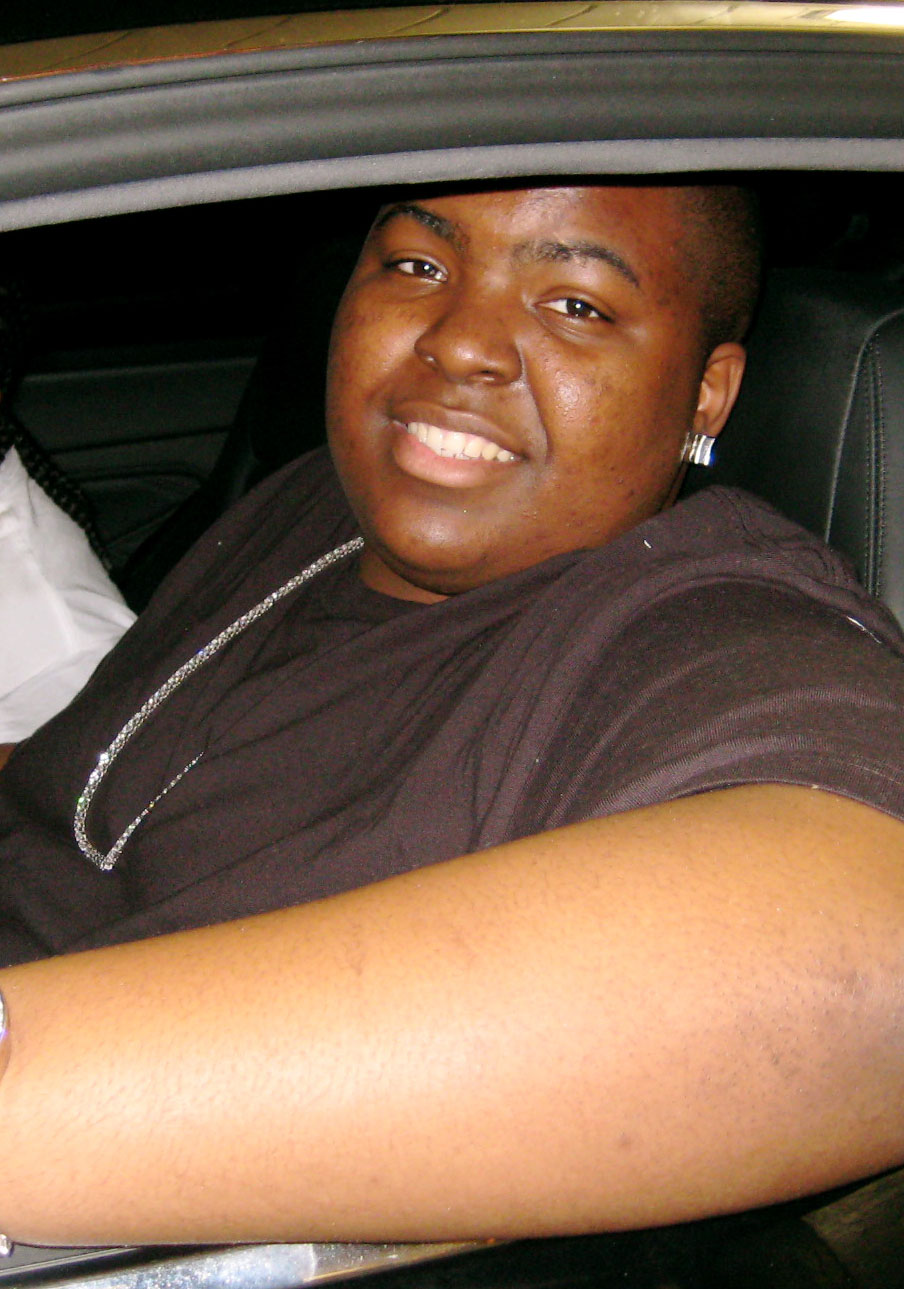
Sean Kingston (2007)

Sean Kingston (* 3. Februar 1990 in Miami, Florida; eigentlich Kisean Anderson) ist ein US-amerikanischer Sänger und Rapper.

## Leben
Kingston wurde in Miami geboren, wuchs jedoch in Jamaika auf und kehrte anschließend in die USA zurück. Er vereint verschiedene Musikrichtungen in seinen Songs wie Reggae, Rap und Pop und ist dafür bekannt, sowohl einen US-amerikanischen als auch jamaikanischen Dialekt zu haben. Er hat im Remix Like This mit dem Rapper Mims zusammengearbeitet.
Der Produzent J. R. Rotem, der bereits Hits für Rihanna, 50 Cent, Britney Spears und Snoop Dogg schrieb, nahm den damals 17-Jährigen unter seine Fittiche und produzierte Kingstons erstes Musikalbum. Die ersten beiden Singleauskopplungen waren Beautiful Girls und Me Love. Das Album wurde am 31. Juli 2007 in den Vereinigten Staaten und am 14. September 2007 in Deutschland veröffentlicht.
Am 29. Mai 2011 wurde Kingston schwer verletzt, als er in Miami mit einem Jet-Ski gegen einen Brückenpfeiler fuhr. Er erlitt einen Kieferbruch, schwere Hüftverletzungen und hatte Wasser in seiner Lunge. Am 19. Juni gab Kingston über den Internetdienst Twitter bekannt, dass es ihm wieder besser gehe und er auf dem Weg der Besserung sei.
Im Mai 2024 wurde bekannt, dass Kingston im Zeitraum zwischen Oktober 2023 und März 2024 gemeinsam mit seiner Mutter Janice Turner mehrere Straftaten begangen haben soll, die dem Überweisungsbetrug zugeordnet werden können. Kingston soll durch gefälschte Banküberweisungen mehrere Unternehmen um einen Betrag von insgesamt über einer Million US-Dollar betrogen haben. Auf diese Weise soll Kingston unter anderem an Schmuck im Wert von fast 500.000 US-Dollar und an einen Cadillac Escalade im Wert von fast 160.000 US-Dollar gekommen sein. Das Duo wurde am 28. März 2025 von einem Gericht in Broward County im US-Bundesstaat Florida in allen fünf Anklagepunkten wegen Betrugs schuldig gesprochen. Am 23. Juli 2025 wurde verkündet, dass Turner zu einer fünfjährigen Haftstrafe verurteilt wurde. Am 15. August 2025 wurde Kingston zu einer Haftstrafe von dreieinhalb Jahren verurteilt.

## Diskografie

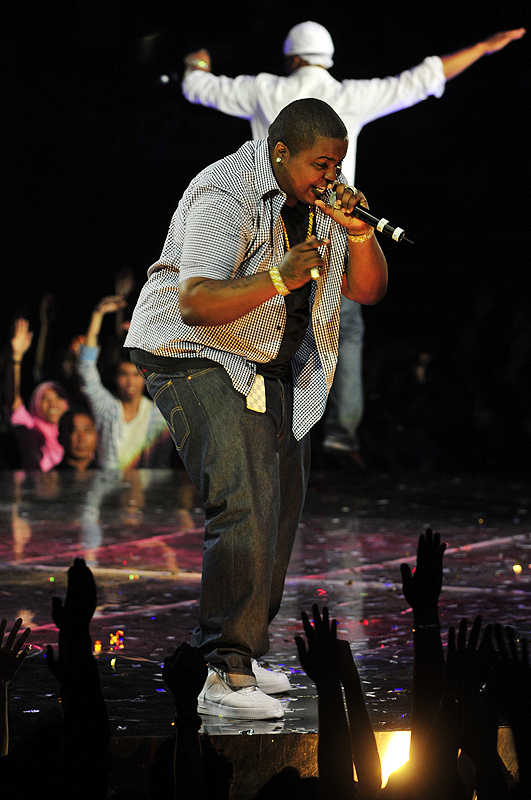
Sean Kingston in 1KWMODOW

### Studioalben
| Jahr | Titel               | Höchstplatzierung, Gesamtwochen, AuszeichnungChartplatzierungen (Jahr, Titel, Platzierungen, Wochen, Auszeichnungen, Anmerkungen) | Höchstplatzierung, Gesamtwochen, AuszeichnungChartplatzierungen (Jahr, Titel, Platzierungen, Wochen, Auszeichnungen, Anmerkungen) | Höchstplatzierung, Gesamtwochen, AuszeichnungChartplatzierungen (Jahr, Titel, Platzierungen, Wochen, Auszeichnungen, Anmerkungen) | Anmerkungen                                                 |
| Jahr | Titel               | CH | UK | US | Anmerkungen                                                 |
| ---- | ------------------- | --- | --- | --- | ----------------------------------------------------------- |
| 2007 | Sean Kingston       | CH74 (4 Wo.)CH | UK8 Gold · (9 Wo.)UK | US6 Gold · (38 Wo.)US | Erstveröffentlichung: 31. Juli 2007                         |
| 2009 | Tomorrow            | — | — | US37 (5 Wo.)US | Erstveröffentlichung: 22. September 2009 Verkäufe: + 50.000 |
| 2013 | Back 2 Life         | — | — | — | Erstveröffentlichung: 10. September 2013                    |
| 2022 | Road to Deliverance | — | — | — | Erstveröffentlichung: 30. September 2022                    |

### Singles als Leadmusiker
| Jahr | Titel Album                          | Höchstplatzierung, Gesamtwochen, AuszeichnungChartplatzierungen (Jahr, Titel, Album, Platzierungen, Wochen, Auszeichnungen, Anmerkungen) | Höchstplatzierung, Gesamtwochen, AuszeichnungChartplatzierungen (Jahr, Titel, Album, Platzierungen, Wochen, Auszeichnungen, Anmerkungen) | Höchstplatzierung, Gesamtwochen, AuszeichnungChartplatzierungen (Jahr, Titel, Album, Platzierungen, Wochen, Auszeichnungen, Anmerkungen) | Höchstplatzierung, Gesamtwochen, AuszeichnungChartplatzierungen (Jahr, Titel, Album, Platzierungen, Wochen, Auszeichnungen, Anmerkungen) | Höchstplatzierung, Gesamtwochen, AuszeichnungChartplatzierungen (Jahr, Titel, Album, Platzierungen, Wochen, Auszeichnungen, Anmerkungen) | Anmerkungen                                                          |
| Jahr | Titel Album                          | DE | AT | CH | UK | US | Anmerkungen                                                          |
| ---- | ------------------------------------ | --- | --- | --- | --- | --- | -------------------------------------------------------------------- |
| 2007 | Beautiful Girls Sean Kingston        | DE10 Platin · (14 Wo.)DE | AT4 (18 Wo.)AT | CH11 (20 Wo.)CH | UK1 ×3Dreifachplatin · (18 Wo.)UK | US1 ×2Platin + Doppelplatin (Mastertone) · (22 Wo.)US                                                                                    | Erstveröffentlichung: 26. März 2007 Verkäufe: + 5.565.000            |
| 2007 | Me Love Sean Kingston                | DE48 (6 Wo.)DE | AT56 (3 Wo.)AT | CH81 (3 Wo.)CH | UK32 (7 Wo.)UK | US14 Gold · (18 Wo.)US | Erstveröffentlichung: 31. Juli 2007                                  |
| 2007 | Take You There Sean Kingston         | DE53 (5 Wo.)DE | — | CH76 (4 Wo.)CH | UK47 (8 Wo.)UK | US7 Platin + Gold (Mastertone) · (25 Wo.)US                                                                                              | Erstveröffentlichung: 23. Oktober 2007                               |
| 2008 | There’s Nothin’ Sean Kingston        | — | — | — | — | US60 (8 Wo.)US | Erstveröffentlichung: 13. März 2008 feat. Élan & Juelz Santana       |
| 2009 | Fire Burning Tomorrow                | DE56 (9 Wo.)DE | AT54 (3 Wo.)AT | CH50 (5 Wo.)CH | UK12 Platin · (19 Wo.)UK | US5 ×2Doppelplatin · (21 Wo.)US | Erstveröffentlichung: 24. April 2009                                 |
| 2009 | Face Drop Tomorrow                   | — | — | — | UK56 (6 Wo.)UK | US61 (9 Wo.)US | Erstveröffentlichung: 1. September 2009                              |
| 2010 | Letting Go (Dutty Love) –            | — | — | — | — | US36 Platin · (20 Wo.)US | Erstveröffentlichung: 3. August 2010 feat. Nicki Minaj               |
| 2010 | Dumb Love –                          | — | — | — | — | US84 (1 Wo.)US | Erstveröffentlichung: 8. September 2010                              |
| 2010 | Party All Night (Sleep All Day) –    | — | — | — | UK9 Silber · (16 Wo.)UK | — | Erstveröffentlichung: 21. Dezember 2010                              |
| 2012 | Back 2 Life (Live It Up) Back 2 Life | DE70 (1 Wo.)DE | — | — | — | — | Erstveröffentlichung: 5. Juni 2012 feat. T.I.                        |
| 2013 | Rum and Raybans –                    | DE99 (1 Wo.)DE | — | — | — | — | Erstveröffentlichung: 18. Januar 2013 feat. Cher Lloyd               |
| 2013 | Beat It Back 2 Life                  | — | — | — | — | US52 (18 Wo.)US | Erstveröffentlichung: 15. April 2013 feat. Chris Brown & Wiz Khalifa |

Weitere Singles
- 2016: Thank Me
- 2017: Fall
- 2017: Trust Me
- 2019: Peace of Mind
- 2021: Darkest Tim

### Singles als Gastmusiker
| Jahr | Titel Album                          | Höchstplatzierung, Gesamtwochen, AuszeichnungChartplatzierungen (Jahr, Titel, Album, Platzierungen, Wochen, Auszeichnungen, Anmerkungen) | Höchstplatzierung, Gesamtwochen, AuszeichnungChartplatzierungen (Jahr, Titel, Album, Platzierungen, Wochen, Auszeichnungen, Anmerkungen) | Höchstplatzierung, Gesamtwochen, AuszeichnungChartplatzierungen (Jahr, Titel, Album, Platzierungen, Wochen, Auszeichnungen, Anmerkungen) | Höchstplatzierung, Gesamtwochen, AuszeichnungChartplatzierungen (Jahr, Titel, Album, Platzierungen, Wochen, Auszeichnungen, Anmerkungen) | Höchstplatzierung, Gesamtwochen, AuszeichnungChartplatzierungen (Jahr, Titel, Album, Platzierungen, Wochen, Auszeichnungen, Anmerkungen) | Anmerkungen                                                                                  |
| Jahr | Titel Album                          | DE | AT | CH | UK | US | Anmerkungen                                                                                  |
| --- | ------------------------------------ | --- | --- | --- | --- | --- | -------------------------------------------------------------------------------------------- |
| 2007 | Love Like This Pocketful of Sunshine | DE33 (5 Wo.)DE | — | — | UK20 (8 Wo.)UK | US11 Platin · (20 Wo.)US | Erstveröffentlichung: 25. September 2007 Natasha Bedingfield feat. Sean Kingston             |
| 2008 | What Is It Cyclone                   | — | — | — | — | US57 (12 Wo.)US | Erstveröffentlichung: 4. Januar 2008 Baby Bash feat. Sean Kingston                           |
| 2009 | Feel It –                            | DE21 (7 Wo.)DE | AT20 (12 Wo.)AT | — | UK83 (1 Wo.)UK | US78 (2 Wo.)US | Erstveröffentlichung: November 2009 Three 6 Mafia vs. Tiësto feat. Sean Kingston & Flo Rida  |
| 2010 | Eenie Meenie My World 2.0            | DE60 (3 Wo.)DE | AT64 (1 Wo.)AT | CH74 (2 Wo.)CH | UK9 Platin · (15 Wo.)UK | US15 Platin · (18 Wo.)US | Erstveröffentlichung: 23. März 2010 Justin Bieber feat. Sean Kingston; Verkäufe: + 1.787.500 |
| 2011 | Ready or Not State of Mind           | DE55 (3 Wo.)DE | — | — | — | — | Erstveröffentlichung: 6. Mai 2011 Michael Mind Project feat. Sean Kingston                   |
| 2015 | I Wanna Luv Ya –                     | DE27 (12 Wo.)DE | — | — | — | — | Erstveröffentlichung: 10. Juli 2015 Mafia Clowns feat. Sean Kingston                         |
| 2018 | Amore e capoeira –                   | — | — | CH2 Platin · (34 Wo.)CH | — | — | Erstveröffentlichung: 1. Juni 2018 Takagi & Ketra feat. Giusy Ferreri & Sean Kingston        |
| 2019 | Peace of Mind –                      | — | — | — | — | — | Erstveröffentlichung: 27. April 2019 Sean Kingston feat. Tory Lanez, DaVido                  |
| Folgende Lieder erschienen nicht als Single, wurden aber durch das Album zum Download und Streaming bereitgestellt und konnten somit eine Platzierung erlangen: |                                      | | | | | |                                                                                              |
| |                                      | | | | | |                                                                                              |
| 2008 | Roll Mail on Sunday                  | — | — | — | — | US61 (2 Wo.)US | Charteinstieg: 24. April 2015 Flo Rida feat. Sean Kingston                                   |

Weitere Gastbeiträge
- 2007: Big Girls Don’t Cry (Official Remix) (Fergie feat. Sean Kingston)
- 2007: Too Young (Lil Fizz feat. Sean Kingston)
- 2007: Shorty Got Back (Francisco feat. Eric Jay & Sean Kingston)
- 2007: Like This (Remix) (MIMS feat. She Dirty, Sean Kingston, Red Cafe & N.O.R.E.)
- 2007: Like This (Reggae Remix) (MIMS feat. Sean Kingston, Mr. Vegas & Vybz Kartel)
- 2009: Ghetto Girl (Mann feat. Sean Kingston)
- 2013: Girls (Follow Your Instinct feat. Sean Kingston)
- 2014: Supersonic (Vava Voom feat. Sean Kingston)
- 2016: Gun Shot (DJ Twin feat. Sean Kingston)

## Auszeichnungen für Musikverkäufe
| Goldene Schallplatte - Australien - 2007: für das Album Sean Kingston - 2013: für die Single Beat It - Brasilien - 2008: für die Single Beautiful Girls - Irland - 2007: für das Album Sean Kingston - Kanada - 2008: für die Single Me Love - 2008: für die Single Take You There - 2010: für die Single Eenie Meenie - 2010: für die Single Feel It - Neuseeland - 2009: für die Single Face Drop - 2010: für die Single Eenie Meenie - 2011: für die Single Take You There - 2016: für die Single Letting Go (Dutty Love) | Platin-Schallplatte - Australien - 2007: für die Single Beautiful Girls - 2008: für die Single Me Love - 2010: für die Single Eenie Meenie - Dänemark - 2007: für die Single Beautiful Girls - 2024: für die Single Eenie Meenie - Kanada - 2008: für das Album Sean Kingston - Neuseeland - 2022: für die Single Fire Burning - 2023: für die Single Love Like This - Spanien - 2008: für die Single Beautiful Girls | 2× Platin-Schallplatte - Kanada - 2007: für die Single Beautiful Girls - Neuseeland - 2023: für das Album Sean Kingston 3× Platin-Schallplatte - Kanada - 2008: für den Ringtone Beautiful Girls 5× Platin-Schallplatte - Italien - 2019: für die Single Amore e capoeira - Neuseeland - 2024: für die Single Beautiful Girls |

Anmerkung: Auszeichnungen in Ländern aus den Charttabellen bzw. Chartboxen sind in ebendiesen zu finden.
| Land/RegionAuszeichnungen für Musikverkäufe (Land/Region, Auszeichnungen, Verkäufe, Quellen) | Silber     | Gold       | Platin       | Verkäufe   | Quellen                           |
| -------------------------------------------------------------------------------------------- | ---------- | ---------- | ------------ | ---------- | --------------------------------- |
| Australien (ARIA)                                                                            | —          | 2× Gold2   | 3× Platin3   | 280.000    | aria.com.au                       |
| Brasilien (PMB)                                                                              | —          | Gold1      | —            | 30.000     | pro-musicabr.org.br               |
| Dänemark (IFPI)                                                                              | —          | —          | 2× Platin2   | 105.000    | ifpi.dk hitlisten.nu              |
| Deutschland (BVMI)                                                                           | —          | —          | Platin1      | 300.000    | musikindustrie.de                 |
| Irland (IRMA)                                                                                | —          | Gold1      | —            | 7.500      | irishcharts.ie                    |
| Italien (FIMI)                                                                               | —          | —          | 5× Platin5   | 250.000    | fimi.it                           |
| Kanada (MC)                                                                                  | —          | 4× Gold4   | 6× Platin6   | 370.000    | musiccanada.com                   |
| Neuseeland (RMNZ)                                                                            | —          | 4× Gold4   | 9× Platin9   | 270.000    | aotearoamusiccharts.co.nz NZ2 NZ3 |
| Schweiz (IFPI)                                                                               | —          | —          | Platin1      | 20.000     | hitparade.ch                      |
| Spanien (Promusicae)                                                                         | —          | —          | Platin1      | 20.000     | promusicae.es                     |
| Vereinigte Staaten (RIAA)                                                                    | —          | 3× Gold3   | 9× Platin9   | 10.500.000 | riaa.com                          |
| Vereinigtes Königreich (BPI)                                                                 | 3× Silber3 | —          | 5× Platin5   | 3.300.000  | bpi.co.uk                         |
| Insgesamt                                                                                    | 3× Silber3 | 15× Gold15 | 42× Platin42 |            |                                   |